# Seznam dílů seriálu Dallas (2012)

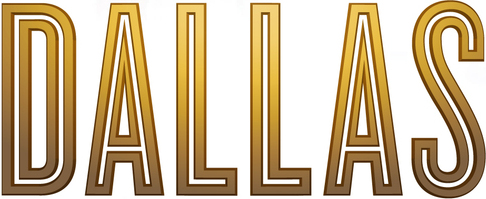
Logo seriálu

Toto je seznam dílů seriálu Dallas. Americký televizní seriál Davida Jacoba Dallas z roku 2012 je založený na stejnojmenném seriálu z roku 1978. Je jeho pokračováním a vypráví o rodině „ropných baronů“ Ewingových v texaském Dallasu s odstupem 20 let. V seriálu hrají Jesse Metcalfe, Josh Henderson, Jordana Brewsterová, Julie Gonzalo, Brenda Strong, Patrick Duffy, Linda Gray a Larry Hagman. Měl svou premiéru 13. června 2012 na stanici TNT a českou premiéru 3. ledna 2013.

## Přehled řad
| Řada | Díly | Premiéra v USA  | Premiéra v USA | Premiéra v ČR   | Premiéra v ČR   |
| Řada | Díly | První díl       | Poslední díl   | První díl       | Poslední díl    |
| ---- | ---- | --------------- | -------------- | --------------- | --------------- |
| 1    | 10   | 13. června 2012 | 8. srpna 2012  | 3. ledna 2013   | 3. února 2013   |
| 2    | 15   | 28. ledna 2013  | 15. dubna 2013 | 14. května 2014 | 3. června 2014  |
| 3    | 15   | 24. února 2014  | 22. září 2014  | nebylo vysíláno | nebylo vysíláno |

## Seznam dílů

### První řada (2012)
| Č. v seriálu | Č. v řadě | Název                  | Český název             | Režie            | Scénář                                                     | Premiéra v USA    | Premiéra v ČR  |
| ------------ | --------- | ---------------------- | ----------------------- | ---------------- | ---------------------------------------------------------- | ----------------- | -------------- |
| 1            | 1         | Changing of the Guard  | Výměna stráže           | Michael M. Robin | Cynthia Cidre                                              | 13. června 2012   | 3. ledna 2013  |
| 2            | 2         | Hedging Your Bets      | Ochraň si své investice | Michael M. Robin | Cynthia Cidre                                              | 13. června 2012   | 3. ledna 2013  |
| 3            | 3         | The Price You Pay      | Čí bude Southfork?      | Michael M. Robin | Bruce Rasmussen                                            | 20. června 2012   | 8. ledna 2013  |
| 4            | 4         | The Last Hurrah        | Loučení se Southforkem  | Marc Roskin      | Taylor Hamra                                               | 27. června 2012   | 10. ledna 2013 |
| 5            | 5         | Truth and Consequences | Následky pravdy         | Randy Zisk       | Robert Rovner                                              | 4. července 2012  | 20. ledna 2013 |
| 6            | 6         | The Enemy of My Enemy  | Nepřítel mého nepřítele | Jesse Bochco     | Gail Gilchriest                                            | 11. července 2012 | 20. ledna 2013 |
| 7            | 7         | Collateral Damage      | Vedlejší škody          | Steve Robin      | Aaron Allen                                                | 18. července 2012 | 27. ledna 2013 |
| 8            | 8         | No Good Deed           | Žádný dobrý skutek      | Michael Katleman | Julia Cohen                                                | 25. července 2012 | 27. ledna 2013 |
| 9            | 9         | Family Business        | Rodinný podnik          | Steve Robin      | Bruce Rasmussen                                            | 1. srpna 2012     | 3. února 2013  |
| 10           | 10        | Revelations            | Odhalení                | Michael M. Robin | námět: Cynthia Cidre a Robert Rovner scénář: Robert Rovner | 8. srpna 2012     | 3. února 2013  |

### Druhá řada (2013)
Dne 29. června 2012 prodloužila stanice TNT seriál o druhou, patnáctidílnou řadu. Ještě před jejím dokončením zemřel Larry Hagman, a tak se objevil jen v šesti dílech a jeho postava měla pohřeb v díle, který se v USA vysílal 11. března 2013.
| Č. v seriálu | Č. v řadě | Název                    | Český název                 | Režie             | Scénář                        | Premiéra v USA  | Premiéra v ČR   |
| ------------ | --------- | ------------------------ | --------------------------- | ----------------- | ----------------------------- | --------------- | --------------- |
| 11           | 1         | Battle Lines             | Bitevní linie               | Michael M. Robin  | Cynthia Cidre a Robert Rovner | 28. ledna 2013  | 14. května 2014 |
| 12           | 2         | Venomous Creatures       | Jedovatá stvoření           | Steve Robin       | Aaron Allen                   | 28. ledna 2013  | 15. května 2014 |
| 13           | 3         | Sins of the Father       | Otcovy hříchy               | Jesse Bochco      | Bruce Rasmussen               | 4. února 2013   | 16. května 2014 |
| 14           | 4         | False Confessions        | Falešní doznání             | Stephen Herek     | Taylor Hamra                  | 11. února 2013  | 19. května 2014 |
| 15           | 5         | Trial and Error          | Proces a omyl               | Millicent Shelton | John Whelpley                 | 18. února 2013  | 20. května 2014 |
| 16           | 6         | Blame Game               | Obviňování                  | Jesse Bochco      | Gail Gilchriest               | 25. února 2013  | 21. května 2014 |
| 17           | 7         | The Furious and the Fast | Zběsilé tempo               | Rodney Charters   | Julia Cohen                   | 4. března 2013  | 22. května 2014 |
| 18           | 8         | JR`s Masterpiece         | "Džejárovo" mistrovské dílo | Michael M. Robin  | Cynthia Cidre                 | 11. března 2013 | 23. května 2014 |
| 19           | 9         | Ewings Unite!            | Ewingové, spojte se!        | Steve Robin       | Bruce Rasmussen               | 18. března 2013 | 26. května 2014 |
| 20           | 10        | Guilt & Innocence        | Vina a nevinnost            | Jesse Bochco      | Robert Rovner                 | 25. března 2013 | 27. května 2014 |
| 21           | 11        | Let Me In                | Pusť mě dál                 | Millicent Shelton | Aaron Allen                   | 1. dubna 2013   | 28. května 2014 |
| 22           | 12        | A Call To Arms           | Volání do zbraně            | Ken Topolsky      | Gail Gilchriest a Julia Cohen | 8. dubna 2013   | 29. května 2014 |
| 23           | 13        | Love & Family            | Láska a rodina              | Randy Zisk        | John Whelpley                 | 8. dubna 2013   | 30. května 2014 |
| 24           | 14        | Guilt by Association     | Sdílení viny                | Jesse Bochco      | Taylor Hamra                  | 15. dubna 2013  | 2. června 2014  |
| 25           | 15        | Legacies                 | Odhalení                    | Steve Robin       | Cynthia Cidre a Robert Rovner | 15. dubna 2013  | 3. června 2014  |

### Třetí řada (2014)
| Č. v seriálu | Č. v řadě | Název                     | Český název | Režie             | Scénář                        | Premiéra v USA  | Premiéra v ČR   |
| ------------ | --------- | ------------------------- | ----------- | ----------------- | ----------------------------- | --------------- | --------------- |
| 26           | 1         | The Return                |             | Steve Robin       | Cynthia Cidre a Robert Rovner | 24. února 2014  | nebylo vysíláno |
| 27           | 2         | Trust Me                  |             | Millicent Shelton | Bruce Rasmussen               | 3. března 2014  | nebylo vysíláno |
| 28           | 3         | Playing Chicken           |             | Jesse Bochco      | Gail Gilchriest               | 10. března 2014 | nebylo vysíláno |
| 29           | 4         | Lifting the Veil          |             | Bethany Rooney    | Taylor Hamra                  | 17. března 2014 | nebylo vysíláno |
| 30           | 5         | D.T.R.                    |             | Rodney Charters   | Aaron Allen                   | 24. března 2014 | nebylo vysíláno |
| 31           | 6         | Like Father, Like Son     |             | Steve Robin       | Julia Cohen                   | 31. března 2014 | nebylo vysíláno |
| 32           | 7         | Like a Bad Penny          |             | Millicent Shelton | Pierluigi D. Cothran          | 7. dubna 2014   | nebylo vysíláno |
| 33           | 8         | Where There's Smoke       |             | Michael M. Robin  | Cynthia Cidre a Robert Rovner | 14. dubna 2014  | nebylo vysíláno |
| 34           | 9         | Denial, Anger, Acceptance |             | Steve Robin       | Bruce Rasmussen               | 18. srpna 2014  | nebylo vysíláno |
| 35           | 10        | Dead Reckoning            |             | Anton Cooper      | Julia Cohen                   | 25. srpna 2014  | nebylo vysíláno |
| 36           | 11        | Hurt                      |             | Patrick Duffy     | Aaron Allen                   | 1. září 2014    | nebylo vysíláno |
| 27           | 12        | Victims of Love           |             | Ken Topolsky      | Taylor Hamra                  | 8. září 2014    | nebylo vysíláno |
| 38           | 13        | Boxed In                  |             | Rodney Charters   | Gail Gilchriest               | 15. září 2014   | nebylo vysíláno |
| 39           | 14        | Endgame                   |             | Millicent Shelton | Bruce Rasmussen               | 22. září 2014   | nebylo vysíláno |
| 40           | 15        | Brave New World           |             | Steve Robin       | Robert Rovner                 | 22. září 2014   | nebylo vysíláno |